# Чапман, Констанс
Констанс Чапман (англ. Constance Chapman, 29 марта 1912, Уэстон-сьюпер-Мэр — 10 августа 2003, Бристоль) — британская актриса.

## Биография
Чапман родился в Уэстон-сьюпер-Мэр и получил образование в средней школе Редленд в Бристоле. Дебютировала на театральной сцене в мае 1938 года в постановке «Сенная лихорадка» в театре Найтстоун. До 1953 года актриса работала в репертуарных театрах Ноттингема и Бристоля, а в дальнейшем играла второстепенные роли на телевидении и радио. В 1969 году Чапман впервые появилась на сцене Лондона в театре Ройал-Корт в постановке «На празднике». В 1977 году за роль в пьесе «Только между нами» актриса была номинирована премия Лоренса Оливье. Среди её фильмов с её участием такие картины как «Бешеная луна» (1971), «О, счастливчик!» (1973) и «История Патриции Нил» (1981). Актриса умерла в Бристоле в возрасте 91 года.